# Persib Bandung
Persatuan Sepak Bola Indonesia Bandung známý jako Persib Bandung je fotbalový klub z indonéského města Bandung (provincie Západní Jáva) založený roku 1919. Letopočet založení je i v klubovém emblému. Hraje nejvyšší indonéskou ligu Liga Super Indonesia. Klubové barvy jsou modrá a bílá. Domácím hřištěm je od roku 2009 Stadion Si Jalak Harupat s kapacitou 40 000 míst.

## Úspěchy
- Liga Super Indonesia – 1× vítěz (2014)[3]
- Liga Indonesia – 1× vítěz (1994/95)[3]